# MPEG-2

MPEG-2 é usado em transmissão de vídeo digital e DVDs. O fluxo de transporte MEPG, TS, e o fluxo de programa MPEG, PS, e formatos de contêiners.

MPEG-2 (também conhecido como H.222/H262, conforme definido pela ITU) é um padrão para "a codificação genérica de imagens em movimento e informações de áudio associadas". Ele descreve uma combinação de compreção de de vídeo com perdas e métodos de compressão de dados de áudio com perdas, que permitem o armazenamento e a transmissão de filmes usando a mídia de armazenamento disponível atualmente e a largura de banda de transmissão. Embora o MPEG-2 não seja tão eficiente quanto os padrões mais recentes, como H.264/AVC e H.265/HVC, a compatibilidade com versões anteriores de hardware e software existentes significa que ainda é amplamente utilizado, por exemplo, em transmissão de televisão digital sem fio e no padrão DVD-Video.

## Características principais
MPEG-2 é amplamente usado como o formato de sinais de televisão digital sem fio que são transmitidos por sistemas de TV via satélite com transmissão terrestre (over-the-air), a cabo e de transmissão direta. Ele também especifica o formato de filmes e outros programas que são distribuídos em DVD e discos semelhantes. Estações de TV, receptores de TV, DVD players e outros equipamentos geralmente são projetados de acordo com esse padrão. MPEG-2 foi o segundo de vários padrões desenvolvidos pelo Moving Pictures Expert Group (MPEG) e é um padrão internacional (ISO/IEC 13818). As partes 1 e 2 do MPEG-2 foram desenvolvidas em colaboração com a ITU-T e têm respectivo número de catálogo na série de recomendação ITU-T.
Embora o MPEG-2 seja o núcleo da maioria dos formatos de televisão digital e DVD, ele não os especifica completamente. As instituições regionais podem adaptá-lo às suas necessidades, restringindo e ampliando aspectos do padrão.

### Sistemas
MPEG-2 inclui uma seção de sistemas, parte 1, que define dois formatos de contêiner distintos, mas relacionados. Um é o fluxo de transporte, um formato de pacote de dados projetado para transmitir um pacote de dados em quatro pacotes de dados ATM para stream de vídeo e áudio digital em meios de transmissão fixos ou móveis, onde o início e o fim do fluxo não podem ser identificados, como meios de gravação de radiofrequência, cabo e linear, exemplos dos quais incluem transmissão ATSC/DVB/ISDB/SBTVD e gravação HDV de fita. O outro é o fluxo de programa é projetado para meios de armazenamento de acesso aleatório, como unidades de disco rígido, discos ópticos e memória flash.
Os formatos de arquivo de fluxo de transporte incluem M2TS, que é usado em discos Blu-ray, AVCHD em DVDs regraváveis e HDV em cartões compact flash. Os arquivos de fluxo do programa incluem VOB em DVDs e VOB aprimorado no HD DVD de curta duração. O fluxo de transporte MPEG-2 padrão contém pacotes de 188 bytes. M2TS precede cada pacote com 4 bytes contendo um indicador de permissão de cópia de 2 bits e carimbo de data/hora de 30 bits.
MPEG-2 Systems é formalmente conhecido como ISO/IEX 13818-1 e como ITU-T Rec. H.222.0. A ISO autorizou a "SMPTE Registation Authority, LLC" como autoridade de registro para identificadores de formato MPEG-2. O descritor de registro do transporte MPEG-2 é fornecido pela ISO/IEC 13818-1 a fim de permitir que os usuários do padrão transportem dados de forma inequívoca quando seu formato não for necessariamente um padrão internacional reconhecido. Esta disposição permitirá que o padrão de transporte MPEG-2 transporte todos os tipos de dados, ao mesmo tempo em que fornece um método de identificação inequívoca das características dos dados privados subjacentes.

### Vídeo
A seção Vídeo, parte 2 do MPEG-2, é semelhante ao padrão MPEG-1 anterior, mas também oferece suporte para vídeo entrelaçado, o formato usado por sistemas analógicos de transmissão de TV. O vídeo MPEG-2 não é otimizado para taxa de bits baixas, especialmente menos de 1 Mbit/s em resoluções de definição padrão. Todos os decodificadores de vídeo MPEG-2 compatíveis com os padrões são totalmente capazes de reproduzir fluxos de vídeo MPEG-1 em conformidade com a sintaxe de fluxo de bits de parâmetros restritos. MPEG-2/Vídeo é formalmente conhecido como ISO/IEX 13818-2 e como ITU-T Rec. H.262.
Com alguns aprimoramentos, os sistemas e vídeo MPEG-2 também são usados em alguns sistemas de transmissão HDTV e é o formato padrão para televisão digital ATSC over-the-air.

### Áudio
MPEG-2 apresente novos métodos de codificação de áudio em comparação com MPEG-1:

#### MPEG-2 Parte 3
A seção Áudio MPEG-2, definida na Parte 3 (ISO/IEC 13818-3) do padrão, aprimora o áudio MPEG-1 permitindo a codificação de programas de áudio com mais de dois dois canais, até 5.1 multicanal. Este método é compatível com versões anteriores (também conhecido como MPEG-2 BC), permitindo que os decodificadores de áudio MPEG-1 decodifiquem os dois componentes estéreos principais da apresentação. MPEG-2 parte 3 também definiu taxas de bits adicionais e taxas de amostragem para MPEG-1 Audio Layer I, II e III.
MPEG-2 BC (compatível com os formatos de áudio MPEG-1)
- baixa taxa de bits de codificação com taxa de amostragem reduzida a metade (MPEG-1 Layer 1/2/3 LSF - também conhecido por MPEG-2 LSG - "Low Sampling Frequencies")
- codificação multicanal com até 5.1 canais, também conhecida como MPEG multicanal

#### MPEG-2 Parte 7
A Parte 7 (ISO/IEC 13818-7) do padrão MPEG-2 especifica um formato de áudio não compatível com versões anteriores. (também conhecido como MPEG-2 NBC). A Parte 7 é referida como MPEG-2 AAC. O AAC é mais eficiente do que os padrões de áudio MPEG anteriores e, de certa forma, menos complicado do que seu predecessor, MPEG-1 Audio, Layer 3, por não ter o banco de filtro híbrido. Ele suporta de 1 a 48 canais com taxas de amostragem de 8 a 96 kHz, com recursos de multicanal, multilíngue e multiprograma. Áudio avançado também é definido na Parte 3 do padrão MPEG-4.
MPEG-2 NBC (não compatível com versões anteriores)
- MPEG-2 AAC
- codificação multicanal com até 48 canais

## ISO/IEC 13818
Os padrões MPEG-2 são publicados como partes da ISO/IEC 13818. Cada parte cobre um certo aspecto de toda a especificação.
Parte 1Sistemas - descreve a sincronização e multiplexação de vídeo e áudio. (Também é conhecido como ITU-T Rec. H.222.0.)
Parte 2Vídeo - formato de codificação de vídeo para sinais de vídeo entrelaçados e não entrelaçados (Também conhecido como ITU-T Rec. H.262).
Parte 3Áudio - formato de codificação de áudio para codificação perceptiva de sinais de áudio. Uma extensão habilitada para multicanais e extensão de taxas de bits e taxas de amostragem para MPEG-1 Audio Layer I, II e III.
Parte 4Descreve os procedimentos para testar a conformidade.
Parte 5Descreve sistemas para simulação de software.
Parte 6Descreve extensões para DSM-CC (Comando de controle de mídia de armazenamento digital).
Parte 7Codificação de áudio avançada(AAC).
Parte 8Extensão de vídeo de 10 bits. A aplicação principal era o vídeo de estúdio, permitindo o processamento sem artefatos sem abrir mão da compactação. A Parte 8 foi retirada devido à falta de interesse da indústria.
Parte 9Extensão para interfaces em tempo real.
Parte 10Extensões de conformidade para DSM-CC.
Parte 11Gestão de propriedade intelectual (IPMP).
| Parte   | Número             | Primeira data de lançamento ao público (primeira edição) | Última data de lançamento ao público (edição) | Última alteração | Rec. ITU-T idêncita. | Título                                                                                       | Descrição |
| ------- | ------------------ | -------------------------------------------------------- | --------------------------------------------- | ---------------- | -------------------- | -------------------------------------------------------------------------------------------- | --- |
| Parte 1 | ISO/IEC 13818-1    | 1996                                                     | 2015                                          | 2016             | H.222.0              | Sistemas                                                                                     | |
| Parte 2 | ISO/IEC 13818-2    | 1996                                                     | 2013                                          |                  | H.262                | Vídeo                                                                                        | |
| Parte 3 | ISO/IEC 13818-3    | 1995                                                     | 1998                                          |                  |                      | Áudio                                                                                        | MPEG-2 BC - compatível com versões anteriores de áudio MPEG-1                                                        |
| Parte 4 | ISO/IEC 13818-4    | 1998                                                     | 2004                                          | 2009             |                      | Teste de conformidade                                                                        | |
| Parte 5 | ISO/IEC TR 13818-5 | 1997                                                     | 2005                                          |                  |                      | Software de simulação                                                                        | |
| Parte 6 | ISO/IEC 13818-6    | 1998                                                     | 1998                                          | 2001             |                      | Extensões para DSM-CC                                                                        | extensões para comando de controle de mídia e armazenamento digital.                                                 |
| Part 7  | ISO/IEC 13818-7    | 1997                                                     | 2006                                          | 2007             |                      | Advanced Audio Coding (AAC)                                                                  | MPEG-2 NBC Audio - Não compatível com versões anteriores de áudio MPEG-1                                             |
| Part 8  | desistiu           |                                                          |                                               |                  |                      | Vídeo 10-Bit                                                                                 | A obra começou em 1995, mas foi encerrada em 2007 por causa do baixo interesse da indústria.                         |
| Part 9  | ISO/IEC 13818-9    | 1996                                                     | 1996                                          |                  |                      | Extensão para interface em tempo real para decodificadores de sistemas                       | |
| Part 10 | ISO/IEC 13818-10   | 1999                                                     | 1999                                          |                  |                      | Extensões de conformidade para comando e controle de mídia de armazenamento digital (DSM-CC) | |
| Part 11 | ISO/IEC 13818-11   | 2004                                                     | 2004                                          |                  |                      | IPMP em sistemas MPEG-2                                                                      | Gerenciamento e proteção da propriedade intelectual no sistema MPEG-2 (XML IPMP também definidas na ISO/IEC 23001-3) |

## História
O MPEG-2 evoluiu das deficiências do MPEG-1.
Pontos fracos conhecidos do MPEG-1:
- Um sistema de compressão de áudio limitado a dois canais (estéreo).
- Não há suporte padronizado para vídeo entrelaçado com baixa compactação quando usado para vídeo entrelçado.
- Apenas um "perfil" padronizado (Fluxo de bits de parâmetros restritos), que não era adequado para vídeo de resolução mais alta. O MPEG-1 podia suportar vídeo 4k, mas não havia uma maneira fácil de codificar vídeo para resoluções mais altas e identificar hardware capaz de suportá-lo, já que as limitações de tal hardware não foram definidas.
- Suporte para apenas uma subamostragem de croma, 4:2:0.

Sakae Okubo da NTT foi o coordenador ITU-T para desenvolver o padrão de codificação de vídeo H.262/MPEG-2 Parte 2 e o presidente de requisitos em MPEG para o conjunto de padrões MPEG-2. A maioria das patentes subjacentes à tecnologia MPEG-2 são propriedades de três empresas: Sony (311 patentes), Thomson (198 patentes) e Mitsubishi Electric (119 patentes). Hyundai Electronics (agora SK Hynix) desenvolveu o primeiro decodificador MPEG-2 SAVI (Sistema/Áudio/Vídeo) em 1995.

## Extensões de nome de arquivo
.mpg, .mpeg, .m2v, .mp3 são algumas das várias extensões de nome de arquivo usadas para formatos de arquivo de áudio e vídeo MPEG-1 ou MPEG-2.

## Formulários

### DVD-Vídeo
O padrão DVD-Video usa vídeo MPEG-2, mas impões algumas restrições:
- Dimensões Permitidas
  - 720 × 480, 704 × 480, 352 × 480, 352 × 240 pixel (NTSC)
  - 720 × 576, 704 × 576, 352 × 576, 352 × 288 pixel (PAL)
- relações de aspecto permitidas (Exibir AR)
  - 4:3 (para telas widescreen e não widescreen em formato letterbox)
  - 16:9  (para widescreen anamórfico[dvdaspect 1])

1. ↑  1.85:1 e 2.35:1, entre outros, são frequentemente listados como relações de aspecto de DVD válidas, mas são aspectos de filme mais amplos com preenchimento de estilo de caixa de correio para criar uma imagem 16:9

- Taxas de quadros permitidas
  - 29.97 quadros entrelaçados (NTSC)
  - 23.978 frame/s progressivos (para NTSC 2:3 pull-down para 29.97[dvdrates 1])
  - 25 quadros entrelaçados (PAL)

1. ↑   Usando um padrão de sinalizadores REPEAT_FIRST_FIELD nos cabeçalhos das imagens codificadas, as imagens podem ser exibidas para dois ou três campos e quase qualquer taxa de exibição de imagem (mínimo ⅔ da taxa de quadros) pode ser alcançada. Isso é mais frequentemente usado para exibir 23.976 (taxa de filme aproximada) em NTSC. Consulte telecine para obter mais informações sobre como isso funciona.

- Taxa de bits de áudio + vídeo
  - Pico de vídeo 9,8 Mbit/s
  - Pico total de 10,08 Mbit/s
  - Mínimo 300 kbit/s
- YUV 4:2:0
- Legendas adicionais possíveis
- Closed caption(somente NTSC)
- Áudio
  - Linear Pulse Code Modulation (LPCM): 48 kHz ou 96 kHz; 16- ou 24-bit; até seis canais (nem todas as combinações possíveis devido a restrições de taxa de bits)
  - MPEG Layer 2 (MP2): 48 kHz, até 5.1 canais (necessário apenas em reprodutores PAL)
  - Dolby Digital (DD, também conhecido como AC-3): 48 kHz, 32-448 kbit/s, até 5.1 canais
  - Digital Theater Systems (DTS): 754 kbit/s ou 1510 kbit/s (não necessário para compatibilidade com o reprodutor de DVD)
  - Os DVDs NTSC devem conter pelo menos uma trilha de áudio LPCM ou Dolby Digital.
  - Os DVDs PAL devem conter pelo menos uma trilha de áudio MPEG Layer 2, LPCM ou Dolby Digital.
  - Os reprodutores não precisam reproduzir áudio com mais de dois canais, mas devem ser capazes de fazer downmix de áudio multicanal para dois canais.
- Estrutura GOP (grupo de imagens)
  - O cabeçalho da sequência deve estar presente no início de cada GOP
  - Quadros máximos por GOP: 18 (NTSC) / 15 (PAL), ou seja, 0,6 segundos máximo
  - GOP fechado necessário para DVDs de vários ângulos

### HDV
HDV é um formato para gravação e reprodução de vídeo MPEG-2 de alta definição em uma fita cassete DV.

### MOD e TOD
MOD e TOD são formatos de gravação para uso em camcorders baseadas em arquivo digital de consumidor.

### XDCAM
XDCAM é um formato profissional de gravação de vídeo baseado em arquivo.

### DVB
Restrições específicas do aplicativo para vídeo MPEG-2 no padrão DVB:
Resoluções permitidas para SDTV:
- 720, 640, 544, 528, 480 ou 352 × 480 pixels, 24/1.001, 24, 30/1.001 ou 30 frame/s
- 352 × 240 pixels, 24/1.001, 24, 30/1.001 ou 30 frame/s
- 720, 704, 544, 528, 480 or 352 × 576 pixel, 25 frame/s
- 352 × 288 pixels, 25 frame/s

Para HDTV:
- 720 x 576 x 50 frame/s progressivos (576p50)
- 1280 x 720 x 25 ou 50 frame/s progressivos  (720p50)
- 1440 ou 1920 x 1080 x 25 frame/s progressivos (1080p25 = modo de filme)
- 1440 ou 1920 x 1080 x 25 frame/s entrelaçado (1080i50)

### ATSC
O padrão ATSC A/53 usado nos Estados Unidos usa vídeo MPEG-2 no Perfil Principal @ Alto Nível (MP @ HL), com restrições adicionais, como a taxa de bits máxima de 19,39 Mbit/s para transmissão de televisão e 38,8 Mbit/s para televisão a cabo, formato de subamostragem de croma 4:2:0 e informações de colorimetria obrigatórias.
O ATSC permite as seguintes resoluções de vídeo, relações de aspecto e taxa de quadro/campo:
- 1920 × 1080 pixels (16:9, pixels quadrados), a 30p, 29.97p, 24p, 23.976p, 60i, 59.94i.
- 1280 × 720 pixel (16:9, pixels quadrados), a 60p, 59.94p, 30p, 29.97p, 24p, ou 23.976p
- 704 × 480 pixel (4:3 or 16:9, pixels não quadrados), a 60p, 59.94p, 30p, 29.97p, 24p, 23.976p, 60i, ou 59.94i
- 640 × 480 pixel (4:3, pixels quadrados), a 60p, 59.94p, 30p, 29.97p, 24p, 23.976p, 60i, ou 59.94i

O padrão ATSC A/63 define resoluções adicionais e taxas de aspecto para sinal de 50 Hz (PAL).
A especificação ATSC e o MPEG-2 permitem o uso de quadros progressivos, mesmo dentro de uma sequência de vídeo entrelaçada. Por exemplo, uma estação que transmite a sequência de vídeo 1080i60 pode usar um método de codificação onde esses 60 campos são codificados com 24 quadros progressivos e metadados instruem o decodificador para entrelaçá-los e executar o pulldown 3:2 antes da exibição. Isso permite que as emissoras alternem entre conteúdo entrelaçado 60 Hz (notícias, novelas) e conteúdo progressivo de 24 Hz (horário nobre) sem encerrar a sequência MPEG-2 e introduzir vários segundos de atraso conforme a TV muda de formato. Esta é a razão pela qual as sequências 1080p30 e 1080p24 permitidas pela especificação ATSC não são usadas na prática.
Os formatos de 1080 linhas são codificados com matrizes luma de 1920 x 1088 pixels e matrizes de croma 960 x 540, mas as últimas 8 linhas são descartadas pelo processo de decodificação exibição MPEG-2.
ATSC A/72 é a mais nova revisão dos padrões ATSC para televisão digital, que permite o uso do formato de codificação de vídeo H.262/AVC e sinal 1080p60.
O áudio MPEG-2 era um candidato ao padrão ATSC durante o tiroteio da DTV "Grand Alliance", mas perdeu para o Dolby AC-3.

### ISDB-T
Características técnicas do MPEG-2 em ATSC também são válidas para ISDB-T, exceto que no TS principal foi agregado um segundo programa para dispositivos móveis compactados em MPEG-4 H264 AVC para vídeo e AAC-LC para áudio, principalmente conhecido como 1seg.

### Blu-ray
MPEG-2 é um dos três formatos de codificação de vídeo suportados pelo Blu-ray Disc. Os primeiros lançamentos de Blu-ray normalmente usavam vídeo MPEG-2, mas os lançamentos recentes quase sempre são em H.264 ou ocasionalmente VC-1. Apenas vídeo MPEG-2 (MPEG-2 parte 2) é compatível, Blu-ray não oferece suporte a áudio MPEG-2 (partes 3 e 7). Além disso, o formato de contêiner usado em discos Blu-ray é um fluxo de transporte MPEG-2, independentemente de quais codecs de áudio são usados.

## Pool de patentes
Em 14 de fevereiro de 2020, as patentes MPEG-2 expiraram em todo o mundo, com exceção de apenas Malásia. A última patente dos EUA expirou em 23 de fevereiro de 2018.
MPEG LA, uma organização privada de licenciamento de patentes, adquiriu direitos de mais de 20 corporações e uma universidade para licenciar um pool de patentes de aproximadamente 640 patentes mundiais que alegou serem "essenciais" para o uso da tecnologia MPEG-2. Os detentores de patentes incluíam Sony, Mitsubishi Electric, Fujitsu, Panasonic, Scientific Atlanta, Universidade Columbia, Philips, General Instrument, Canon, Hitachi, JVC Kenwood, LG Electronics, NTT, Samsung, Sanyo, Sharp e Toshiba. Onde a patenteabilidade do software é mantida e as patentes não expiram (apenas na Malásia), o uso do MPEG-2 requer o pagamento de taxas de licenciamento aos detentores da patente. Outras patentes foram licenciadas pela Audio MPEG, Inc. O desenvolvimento do padrão em si levou menos tempo do que as negociações da patente. O pool de patentes entre titulares de patentes essenciais e periféricas no pool MPEG-2 foi o assunto de um estudo da Universidade de Winsconsin.
De acordo com o acordo de licenciamento MPEG-2, qualquer uso da tecnologia MPEG-2 em países com patentes ativas (Malásia) está sujeita a royalties. Codificadores e decodificadores MPEG-2 estão sujeitos a $0,35 por unidade. Além disso, qualquer mídia empacotada (DVDs/Streams de dados) está sujeita a taxas de licença de acordo com a duração da gravação/transmissão. Os royalties tinham preços mais elevados, mas foram reduzidos em vários pontos, mais recentemente em 1 de janeiro de 2018. Um crítica anterior ao pool de patentes MPEG-2 foi que, embora o número de patentes tenha diminuído de 1.048 para 416 em junto de 2013 a taxa de licença não diminuiu com a taxa de expiração de patentes MPEG-2.

### Detentores de patentes
As seguintes organizações detêm patentes para MPEG-2, conforme listado na MPEG LA.

| Organização                                        | Patentes |
| -------------------------------------------------- | -------- |
| Sony Corporation                                   | 311      |
| Thomson Licensing                                  | 198      |
| Mitsubishi Electric                                | 119      |
| Philips                                            | 99       |
| GE Technology Development, Inc.                    | 75       |
| Panasonic Corporation                              | 55       |
| CIF Licensing, LLC                                 | 44       |
| JVC Kenwood                                        | 39       |
| Samsung Electronics                                | 38       |
| Alcatel Lucent (incluindo Multimedia Patent Trust) | 33       |
| Cisco Technology, Inc.                             | 13       |
| Toshiba Corporation                                | 9        |
| Columbia University                                | 9        |
| LG Electronics                                     | 8        |
| Hitachi                                            | 7        |
| Orange S.A.                                        | 7        |
| Fujitsu                                            | 6        |
| Robert Bosch GmbH                                  | 5        |
| General Instrument                                 | 4        |
| British Telecommunications                         | 3        |
| Canon Inc.                                         | 2        |
| KDDI Corporation                                   | 2        |
| Nippon Telegraph and Telephone (NTT)               | 2        |
| ARRIS Technology, Inc.                             | 2        |
| Sanyo Electric                                     | 1        |
| Sharp Corporation                                  | 1        |
| Hewlett Packard Enterprise Company                 | 1        |